# Lista de atletas com mais presenças nos Jogos Olímpicos

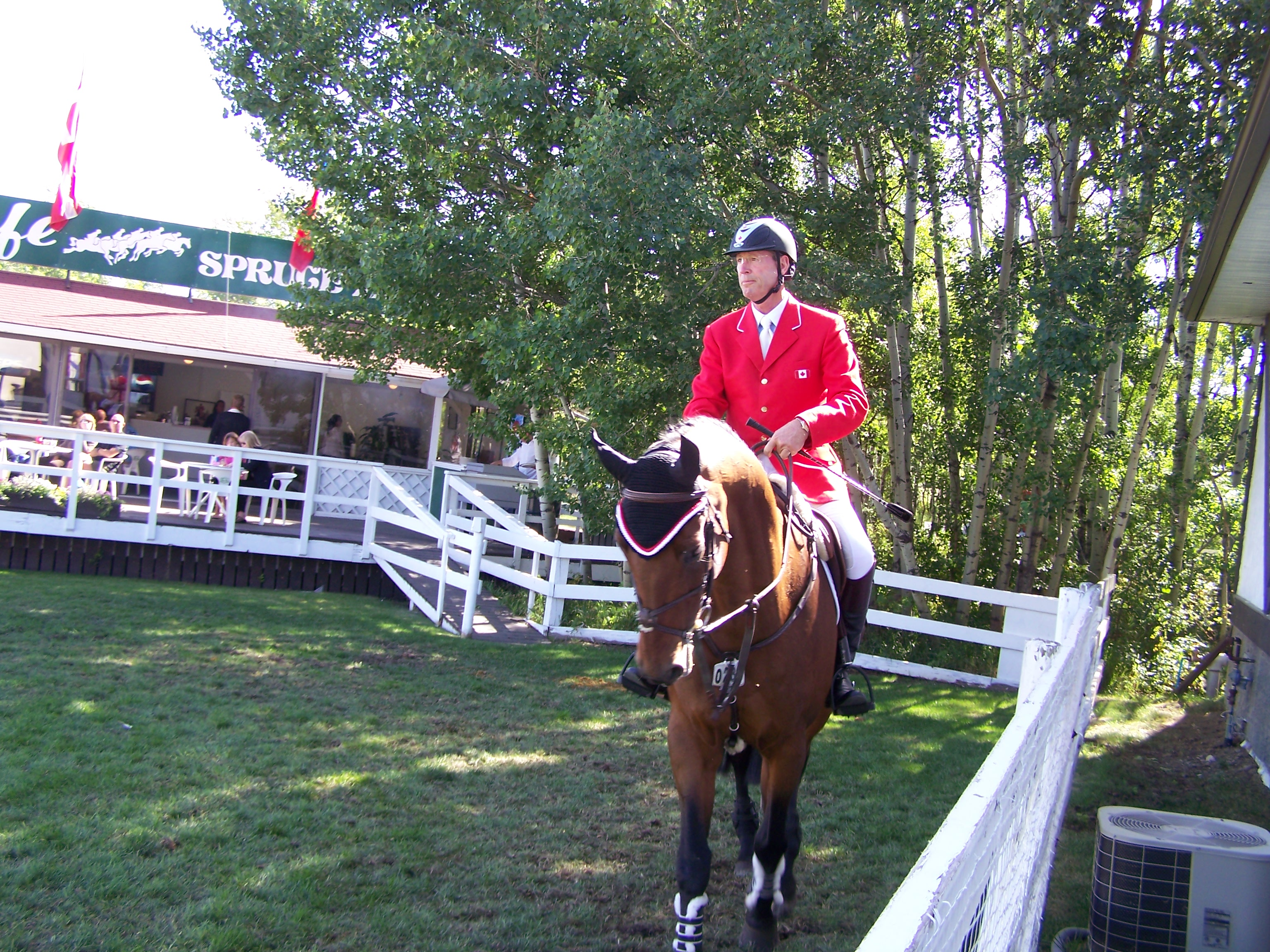
Canadense Ian Millar em uma imagem de 2007. Nos Jogos Olímpicos de 2012, ele participou pela 10 vez, estabelecendo o recorde de presenças

Uma pequena fração da população mundial compete nos Jogos Olímpicos, e uma menor fração compete em múltiplos jogos. 488 atletas (119 mulheres, 369 homens) tem participado ao menos de cinco Olimpíadas de 1896 até Londres 2012, nesta lista estamos excluindo os Jogos Olímpicos Intercalados de 1906. Apenas um pouco mais de 100 atletas fizeram ao menos seis presenças olímpicas.

## Atletas com pelo menos cinco presenças olímpicas
488 atletas que competiram ao menos em cinco Olimpíadas (493 se contarmos os jogos Intercalados de 1906) entre 1896 e 2012 inclusive. Eles são listados aqui por, grupos das modalidades. A coluna N+ denota o número de atletas que competiram pelo ao menos no número de N de participações. O número de homens e mulheres também está listado, em colunas 'M' e 'F'.
Atletas que competiram em mais de um esporte são contados por esporte.
| Disciplina              | 5+ | M  | F  | 6+ | 7+ | Atletas |
| ----------------------- | -- | -- | -- | -- | -- | --- |
| Tiro                    | 82 | 70 | 12 | 22 | 6  | 9: Afanasijs Kuzmins, 8: Rajmond Debevec 7: François Lafortune Jr., Ragnar Skanåker, Francisco Boza, Jasna Šekarić, 6: William McMillan, Adam Smelczyński, John Primrose, Eric Swinkels, Nonka Matova, Juan Giha Jr., Agathi Kassoumi, Harald Stenvaag, Wang Yifu, Sorin Babii, Susan Nattrass, Juha Hirvi, Andrea Benelli, Ralf Schumann, Fabienne Diato-Pasetti, Nino Salukvadze, 5: Nedžad Fazlija, Hans Aasnæs, Alister Allan, Jean-Pierre Amat, Gilmour Boa, Gabriele Bühlmann, María del Pilar Fernández, Dencho Denev, Michael Diamond, Hennie Dompeling, Mönkhbayar Dorjsurengiin, Franck Dumoulin, Svetlana Demina, Thomas Farnik, Martin Gison, Jorge González, Mariya Grozdeva, Durval Guimarães, Andrei Inešin, Harald Jensen, Mohamed Khorshed, Tanyu Kiryakov, Boris Kokorev, Szilárd Kun, Jacques Lafortune, Lee Eun-chul, Pentti Linnosvuo, Kanstantsin Lukashyk, Lars Jørgen Madsen, Goran Maksimović, Anton Manolov, Russell Mark, Sergei Martynov, John McNally, Giovanni Pellielo, Stevan Pletikošić, Iulian Raicea, João Rebelo, Kim Rhode, Firmo Roberti, Ralph Rodríguez, Francisco Romero Arribas, Galliano Rossini, Nicolae Rotaru, Peter Rull, Sr., Ricardo Rusticucci, Juan Seguí, Karni Singh, Randhir Singh, Attila Solti, Alexandros Theophilakis, Ioannis Theofilakis, Guillermo Torres, Torsten Ullman, Eladio Vallduvi, Paul Van Asbroeck, Wolfram Waibel, Sr., Axel Wegner, Tao-Yan Wu, Józef Zapędzki |
| Hipismo                 | 48 | 41 | 7  | 19 | 4  | 10: Ian Millar, 8: Piero d'Inzeo, Raimondo d'Inzeo, 7: Michael Plumb, Andrew Hoy 6: Hans Günter Winkler, Frank Chapot, Jim Elder, Reiner Klimke, Christilot Hanson-Boylen, Hugo Simon, Luis Álvarez, Christine Stückelberger, Robert Dover, Kyra Kyrklund, Jos Lansink, Ludger Beerbaum, Mark Todd, Andrew Nicholson, Anky van Grunsven, 5: Alessandro Argenton, David Bárcena Ríos, David Broome, Henrique Callado, Henri Chammartin, Bruce Davidson, Carlos D'Elia, Dominique d'Esmé, Peter Eriksson, Gustav Fischer, Markus Fuchs, Nils Haagensen, Pierre Jonquères d'Oriola, André Jousseaumé, Ivan Kalita, Reiner Klimke, Bengt Ljungquist, Graziano Mancinelli, Rodrigo Pessoa, Nelson Pessoa, Bill Roycroft, Henri Saint Cyr, Nick Skelton, Ian Stark, Bill Steinkraus, Mary King, Manuel Torres, John Whitaker, Tinne Wilhelmsson-Silfvén |
| Atletismo               | 48 | 26 | 22 | 6  | 1  | 7: Merlene Ottey, 6: Lia Manoliu, Terry McHugh, Maria Mutola, João N'Tyamba, Tessa Sanderson, Dragutin Topić, 5: Toni Bernadó, Tim Berrett, Sabine Braun, Willie Davenport, Pauline Davis-Thompson, Giovanni De Benedictis, Gail Devers-Roberts, Jackie Edwards, Laverne Eve, Susana Feitor, Olga Fikotová, Jesús Ángel García, Glenroy Gilbert, Vladimir Golubnichy, Nicoleta Grădinaru-Grasu, Max Houben, John Ljunggren, Chris Maddocks, Paul Martin, Fiona May, Pietro Mennea, Mathias Ntawulikura, Alex Oakley, Mary Onyali-Omagbemi, Abdon Pamich, Jefferson Pérez, Fernanda Ribeiro, Sandie Richards, Carlos Sala, Martin Schützenauer, Janusz Sidło, Trine Solberg-Hattestad, Irena Szewińska-Kirszenstein, Igor Ter-Ovanesyan, Urs von Wartburg, Letitia Vriesde, Willye White, Irina Yatchenko, Jan Železný, Branko Zorko, Ellina Zvereva |
| Vela                    | 38 | 36 | 2  | 10 | 3  | 9: Hubert Raudaschl, 8: Paul Elvstrøm, Durward Knowles, 7: João Rodrigues, 6: Colin Beashel, Anastasios Bountouris, Hans Fogh, John Foster, Sr, Torben Grael, Magnus Konow, Jochen Schümann, 5: Duarte Manuel Bello, William Berntsen, Reinaldo Conrad, José Luis Doreste, Carlos Espínola, Roland Gäbler, Tore Holm, Nikos Kaklamanakis, Barbara Kendall, Andreas Kosmatopoulos, Willi Kuhweide, Santiago Lange, Jacques Baptiste Lebrun, Fredrik Lööf, Ross MacDonald, Konstantin Melgunov, Mark Neeleman, Tony Philp, Timir Pinegin, Jorge Alberto Salas Chávez, Alessandra Sensini, Fyodor Shutkov, Roberto Sieburger, Hans Spitzauer, Agostino Straulino, Peter Tallberg, David Wilkins |
| Esqui cross-country     | 33 | 24 | 9  | 9  | 0  | 6: Marja-Liisa Kirvesniemi-Hämäläinen, Harri Kirvesniemi, Jochen Behle, Andrus Veerpalu, Mike Dixon, Kateřina Neumannová, Sergei Tchepikov, Ole Einar Bjørndalen, Sergei Dolidovich, 5: Ivan Bátory, Stefania Belmondo, Oddvar Brå, Maurilio De Zolt, Manuela Di Centa, Aleksander Grajf, Juan Jesús Gutiérrez, Markus Hasler, Arturo Kinch, Jaak Mae, Oļegs Maļuhins, Hannu Manninen, Torgny Mogren, Gabriella Paruzzi, Gianfranco Polvara, Alexey Prokurorov, Raisa Smetanina, Kristina Šmigun-Vähi, Alois Stadlober, Athanassios Tsakiris, Sabina Valbusa, Fulvio Valbusa, Giorgio Vanzetta, Yelena Volodina-Antonova |
| Esgrima                 | 31 | 23 | 8  | 8  | 2  | 7: Ivan Osiier, Kerstin Palm, 6: Norman Armitage, Aladár Gerevich, Janice Romary, Jerzy Pawłowski, Bill Hoskyns, Angelo Mazzoni, 5: Albie Axelrod, Philippe Cattiau, Arie de Jong, Antonio García, Martin Holt, Ecaterina Iencic-Stahl, Allan Jay, Jenő Kamuti, Pavel Kolobkov, Iván Kovács, Pál Kovács, Jacques Lefèvre, Bengt Ljungquist, Peter Macken, Edoardo Mangiarotti, Robert Montgomerie, Ellen Müller-Preis, Olga Orban-Szabo, Stanislav Pozdnyakov, Ildikó Újlaky-Rejtő, Giovanna Trillini, Joachim Wendt, Peter Westbrook, Ye Chong, Margherita Zalaffi |
| Remo                    | 22 | 14 | 8  | 6  | 1  | 7:Lesley Thompson 6: Václav Chalupa Jr., Jüri Jaanson, Elisabeta Oleniuc Lipă, Jiří Pták, James Tomkins, 5: Jack Beresford, Kathrin Boron, Iztok Čop, Rumyana Dzhadzharova-Neykova, Rossano Galtarossa, Elena Georgescu-Nedelcu, Doina Ignat, Pertti Karppinen, Ekaterina Khodatovich-Karsten, Raffaello Leonardo, Yuri Lorentsson, Aleksandr Lukyanov, Mike McKay, Constanţa Pipotă-Burcică, Steven Redgrave, Nico Rienks |
| Canoagem                | 21 | 14 | 7  | 4  | 1  | 8: Josefa Idem-Guerrini, 6: Philippe Boccara, Birgit Fischer, Štěpánka Hilgertová, 5: Agneta Andersson, Beniamino Bonomi, Grayson Bourne, Caroline Brunet, Ian Ferguson, David Ford, Maria Cristina Giai Pron, Dennis Green, Michal Martikán, Anna Olsson, Ivan Patzaichin, Adrian Powell, Clint Robinson, Antonio Rossi, Michał Śliwiński, Andrew Train, Stephen Train |
| Luge                    | 19 | 13 | 6  | 7  | 1  | 7: Albert Demchenko 6: Georg Hackl, Wilfried Huber, Anna Orlova, Markus Prock, Gerda Weissensteiner, Anne Abernathy, Armin Zöggeler 5: Sergey Danilin, Susi Erdmann, Mark Grimmette, Oswald Haselrieder, Paul Hildgartner, Mária Jasenčáková, Gerhard Plankensteiner, Hansjörg Raffl, Markus Schiegl, Tobias Schiegl, Natalya Yakuchenko, Shiva Keshavan |
| Biatlo                  | 17 | 14 | 3  | 5  | 0  | 6: Alfred Eder, Michael Dixon, Ilmārs Bricis, Sergei Tchepikov, Ole Einar Bjørndalen 5: Uschi Disl, Aleksander Grajf, Ludwig Gredler, Ricco Groß, Halvard Hanevold, Martina Jašicová-Halinárová, Oļegs Maļuhins, Janez Ožbolt, Wilfried Pallhuber, Nathalie Santer-Bjørndalen, Tomasz Sikora, Athanassios Tsakiris |
| Patinação de velocidade | 15 | 7  | 8  | 4  | 0  | 6: Colin Coates, Emese Hunyady, Evgeniya Radanova, Claudia Pechstein 5: Monika Pflug, Edel Therese Høiseth, Clara Hughes, Lee Kyou-hyuk, Christa Luding-Rothenburger, Tomomi Okazaki, Rintje Ritsma, Örjan Sandler, Roberto Sighel, Bart Veldkamp, Chris Witty |
| Bobsleigh               | 16 | 14 | 2  | 4  | 0  | 6: Carl-Erik Eriksson, John Foster, Sr, Terry McHugh, Gerda Weissensteiner, 5: Jorge Bonnet, Willie Davenport, Susi Erdmann, Glenroy Gilbert, Prince Albert II of Monaco, Max Houben, Jan Kobián, Pierre Lueders, Bruno Mingeon, Bogdan Musiol, Martin Schützenauer, Brian Shimer |
| Ciclismo                | 14 | 7  | 7  | 5  | 2  | 7: Seiko Hashimoto, Jeannie Longo, 6: Juan Curuchet, Kateřina Neumannová, Evgeniya Radanova, 5: Roberta Bonanomi, George Hincapie, Clara Hughes, Shane Kelly, Christa Luding-Rothenburger, Stuart O'Grady, Bruno Risi, Franz Stocher, Chris Witty |
| Esqui alpino            | 14 | 12 | 2  | 1  | 0  | 6: Marco Büchel, 5: Kjetil André Aamodt, Paul Accola, Graham Bell, Martina Ertl-Renz, Kristian Ghedina, Hubertus von Hohenlohe, Hur Seung-Wook, Patrik Järbyn, Arturo Kinch, Lasse Kjus, Fredrik Nyberg, Casey Puckett, María José Rienda |
| Tênis de mesa           | 13 | 10 | 3  | 5  | 3  | 7: Jörgen Persson, Zoran Primorac, Jean-Michel Saive, 6: Hugo Hoyama, Segun Toriola, 5: Csilla Bátorfi, Patrick Chila, Bose Kaffo, Petr Korbel, Ilija Lupulesku, Jörg Roßkopf, Elke Schall, Jan-Ove Waldner. |
| Natação                 | 13 | 7  | 6  | 2  | 0  | 6: Derya Büyükuncu, Lars Frölander, 5: Mark Foster, João Gonçalves Filho, Mette Jacobsen, Martina Moravcová, María Peláez, Carl Probert, Paul Radmilovic, Rogério Romero, Alison Sheppard, Dara Torres, Nina Zhivanevskaya |
| Polo aquático           | 8  | 8  | 0  | 1  | 0  | 6: Manuel Estiarte, 5: Tibor Benedek, Gianni De Magistris, Chava Gomez, Dezso Gyarmati, Georgios Mavrotas, Jesús Rollán, Chiqui Sans |
| Tiro com arco           | 8  | 6  | 2  | 1  | 0  | 6: Ilario Di Buò, 5: Simon Fairweather, Giancarlo Ferrari, Butch Johnson, Tomi Poikolainen, Natalia Valeeva, Alison Williamson, Hiroshi Yamamoto |
| Hóquei no gelo          | 7  | 7  | 0  | 1  | 0  | 6: Raimo Helminen, Teemu Selänne 5: Dieter Hegen, Udo Kiessling, Denis Perez, Petter Thoresen, Jere Lehtinen, Kimmo Timonen, Jaromír Jágr |
| Luta livre              | 7  | 7  | 0  | 0  | 0  | Cris Brown, Wilfried Dietrich, Khorloogiin Bayanmönkh, Czesław Kwieciński, George MacKenzie, Mario Tovar González, Ryszard Wolny |
| Judo                    | 5  | 2  | 3  | 0  | 0  | Jorge Bonnet, Driulys González, Mária Pekli, Ryoko Tamura-Tani, Robert Van de Walle |
| Ginástica               | 4  | 3  | 1  | 0  | 0  | 8: Oksana Chusovitina, 6: Yordan Yovchev, 5: Heikki Savolainen, Josy Stoffel |
| Voleibol                | 4  | 2  | 2  | 0  | 0  | Yevgeniya Artamonova, Fofão, Andrea Giani, Maurício Lima |
| Combinado nórdico       | 4  | 4  | 0  | 0  | 0  | Felix Gottwald, Todd Lodwick, Mario Stecher, Hannu Manninen |
| Basquetebol             | 4  | 3  | 1  | 0  | 0  | Teófilo Cruz, Teresa Edwards, Andrew Gaze, Oscar Schmidt |
| Salto de esqui          | 3  | 3  | 0  | 0  | 1  | 7: Noriaki Kasai, 5: Janne Ahonen, Masahiko Harada |
| Saltos Ornamentais      | 3  | 3  | 0  | 0  | 0  | Franco Cagnotto, Dmitry Sautin, Niki Stajković |
| Tênis                   | 3  | 2  | 1  | 0  | 0  | Mark Knowles, 6:Leander Paes, Arantxa Sánchez Vicario. |
| Halterofilismo          | 3  | 3  | 0  | 0  | 0  | Imre Földi, Ingo Steinhöfel, Ronny Weller |
| Esqui estilo livre      | 6  | 4  | 2  | 0  | 0  | Janne Lahtela, Casey Puckett, Tae Satoya 5: Aleksei Grishin, Dmitri Dashinski, Alla Tsuper |
| Handebol                | 2  | 1  | 1  | 0  | 0  | Andrey Lavrov, Oh Seong-Ok |
| Patinação Artística     | 2  | 1  | 1  | 0  | 0  | Margarita Drobiazko, Povilas Vanagas |